# Trinity College (football americano)
La squadra di football americano del Trinity College di Dublino, in Irlanda, precedentemente nota come Trinity Thunderbolts, è stata fondata nel 1993.

## Dettaglio stagioni

### Tornei nazionali

#### Campionato

##### IAFL/Shamrock Bowl Conference
| Stagione | regular season | regular season | regular season | regular season | regular season | regular season | playoff | playoff | playoff | playoff | playoff | playoff       | playoff         |
|          | Vin            | Par            | Per            | Tot            | PF             | PS             | Vin     | Per     | Tot     | PF      | PS      | risultato     | avversaria      |
| -------- | -------------- | -------------- | -------------- | -------------- | -------------- | -------------- | ------- | ------- | ------- | ------- | ------- | ------------- | --------------- |
| 2010     | 2              | 1              | 5              | 8              | 130            | 214            | -       | -       | -       | -       | -       | -             | -               |
| 2011     | 3              | 0              | 5              | 8              | 98             | 187            | -       | -       | -       | -       | -       | -             | -               |
| 2012     | 6              | 0              | 2              | 8              | 248            | 163            | 0       | 1       | 1       | 6       | 28      | Wild Card     | Dublin Rebels   |
| 2013     | 5              | 0              | 2              | 7              | 135            | 49             | 0       | 1       | 1       | 14      | 43      | Semifinale    | Dublin Rebels   |
| 2014     | 8              | 0              | 0              | 8              | 266            | 70             | 1       | 1       | 2       | 47      | 15      | Shamrock Bowl | Belfast Trojans |
| 2015     | 7              | 0              | 1              | 8              | 205            | 92             | 1       | 1       | 2       | 36      | 28      | Shamrock Bowl | Belfast Trojans |
| 2016     | 2              | 1              | 5              | 8              | 129            | 170            | 0       | 1       | 1       | 6       | 7       | Wild Card     | UL Vikings      |
| 2017     | 3              | 1              | 4              | 8              | 187            | 128            | -       | -       | -       | -       | -       | -             | -               |
| 2018     | 1              | 0              | 7              | 8              | 67             | 201            | -       | -       | -       | -       | -       | -             | -               |
| Totale   | 37             | 3              | 31             | 71             | 1465           | 1274           | 2       | 5       | 7       | 109     | 121     |               |                 |

Fonti: Enciclopedia del Football - A cura di Massimo Mezzetti

##### IAFL1/Division 1
| Stagione | regular season | regular season | regular season | regular season | regular season | regular season | playoff | playoff | playoff | playoff | playoff | playoff    | playoff           |
|          | Vin            | Par            | Per            | Tot            | PF             | PS             | Vin     | Per     | Tot     | PF      | PS      | risultato  | avversaria        |
| -------- | -------------- | -------------- | -------------- | -------------- | -------------- | -------------- | ------- | ------- | ------- | ------- | ------- | ---------- | ----------------- |
| 2019     | 6              | 0              | 2              | 8              | 201            | 47             | 0       | 1       | 1       | 19      | 27      | Semifinale | Craigavon Cowboys |
| 2022     | 4              | 0              | 4              | 8              | 87             | 133            | -       | -       | -       | -       | -       | -          | -                 |
| Totale   | 10             | 0              | 6              | 16             | 288            | 180            | 0       | 1       | 1       | 19      | 27      |            |                   |

Fonti: Enciclopedia del Football - A cura di Massimo Mezzetti

##### IAFA DV8 Development League
| Stagione | regular season | regular season | regular season | regular season | regular season | regular season | playoff | playoff | playoff | playoff | playoff | playoff   | playoff    |
|          | Vin            | Par            | Per            | Tot            | PF             | PS             | Vin     | Per     | Tot     | PF      | PS      | risultato | avversaria |
| -------- | -------------- | -------------- | -------------- | -------------- | -------------- | -------------- | ------- | ------- | ------- | ------- | ------- | --------- | ---------- |
| 2008     | 1              | 0              | 5              | 6              | 79             | 192            | -       | -       | -       | -       | -       | -         | -          |
| 2009     | 7              | 0              | 1              | 8              | 279            | 34             | -       | -       | -       | -       | -       | -         | -          |
| 2010     | 0              | 0              | 1              | 1              | 0              | 12             | -       | -       | -       | -       | -       | -         | -          |
| Totale   | 8              | 0              | 7              | 15             | 358            | 238            | -       | -       | -       | -       | -       |           |            |

Fonti: Enciclopedia del Football - A cura di Massimo Mezzetti

### Tornei internazionali

#### EFAF Atlantic Cup
| Stagione | regular season | regular season | regular season | regular season | regular season | regular season | playoff | playoff | playoff | playoff | playoff | playoff   | playoff         |
|          | Vin            | Par            | Per            | Tot            | PF             | PS             | Vin     | Per     | Tot     | PF      | PS      | risultato | avversaria      |
| -------- | -------------- | -------------- | -------------- | -------------- | -------------- | -------------- | ------- | ------- | ------- | ------- | ------- | --------- | --------------- |
| 2013     | -              | -              | -              | -              | -              | -              | 1       | 1       | 2       | 12      | 36      | Finale    | Belfast Trojans |
| Totale   | -              | -              | -              | -              | -              | -              | 1       | 1       | 2       | 12      | 36      |           |                 |

Fonti: Sito Eurobowl.info Archiviato il 19 ottobre 2017 in Internet Archive.

### Riepilogo fasi finali disputate
| Anno           | Luogo     | Evento                   | Fase del torneo | Incontro                            | Risultato |
| 24 giugno 2012 | Santry    | IAFL                     | Wild Card       | Dublin Rebels - Trinity College     | 28 - 6    |
| 30 giugno 2013 | Tallaght  | EFAF Atlantic Cup        | Finale          | Belfast Trojans - Trinity College   | 26 - 0    |
| 7 luglio 2013  | Dublino   | IAFL                     | Semifinale      | Trinity College - Dublin Rebels     | 14 - 43   |
| 10 agosto 2014 | Tallaght  | IAFL                     | Shamrock Bowl   | Belfast Trojans - Trinity College   | 7 - 0     |
| 9 agosto 2015  | Dublino   | Shamrock Bowl Conference | Shamrock Bowl   | Belfast Trojans - Trinity College   | 28 - 14   |
| 17 luglio 2016 | Limerick  | Shamrock Bowl Conference | Wild Card       | UL Vikings - Trinity College        | 7 - 6     |
| 14 luglio 2019 | Portadown | IAFL1 Conference         | Semifinale      | Craigavon Cowboys - Trinity College | 27 - 19   |

## Palmarès
- 4 IAFL College Bowl (2010, 2011, 2012, 2013)